# Isola Boschina
Isola Boschina este o arie protejată (arie specială de conservare — SAC, sit de importanță comunitară — SCI, arie de protecție specială avifaunistică — SPA) din Italia întinsă pe o suprafață de 39 ha, integral pe uscat.

## Localizare
Centrul sitului Isola Boschina este situat la coordonatele 45°02′58″N 11°08′56″E / 45.049444°N 11.148889°E.

## Înființare
Situl Isola Boschina a fost declarat sit de importanță comunitară în iunie 1995 pentru a proteja 111 specii de animale. Alte tipuri de protecție:
- arie de protecție specială avifaunistică (în aprilie 2005)[2]
- arie specială de conservare (în iulie 2016)[1][3][4]

## Biodiversitate
Situată în ecoregiunea continentală, aria protejată conține 2 habitate naturale: Păduri mixte riverane de Quercus robur, Ulmus laevis și Ulmus minor, Fraxinus excelsior sau Fraxinus angustifolia, de-a lungul marilor râuri (Ulmenion minoris), Păduri aluvionare cu Alnus glutinosa și Fraxinus excelsior (Alno-Padion, Alnion incanae, Salicion albae).
La baza desemnării sitului se află mai multe specii protejate:
- păsări (108): uliu păsărar (Accipiter nisus), lăcar-de-mlaștină (Acrocephalus palustris), fluierar de munte (Actitis hypoleucos), pițigoi codat (Aegithalos caudatus), pescăruș albastru (Alcedo atthis), rață sulițar (Anas acuta), rață pitică (Anas crecca), rață mare (Anas platyrhynchos), fâsă de luncă (Anthus pratensis), fâsă de pădure (Anthus spinoletta), fâsă de pădure (Anthus trivialis), egretă mare (Ardea alba), stârc cenușiu (Ardea cinerea), ciuf-de-pădure (Asio otus), șorecarul comun (Buteo buteo), fugaci de țărm (Calidris alpina), fugaci mic (Calidris minuta), bătăuș (Calidris pugnax), sticlete (Carduelis carduelis), Cettia cetti,  prundaș gulerat mic (Charadrius dubius), prundaș gulerat mare (Charadrius hiaticula), florinte (Chloris chloris), barză neagră (Ciconia nigra), erete vânăt (Circus cyaneus), erete cenușiu (Circus pygargus), porumbel gulerat (Columba palumbus), cioară neagră (Corvus corone), cioară de semănătură (Corvus frugilegus), cuc (Cuculus canorus), pițigoi albastru (Cyanistes caeruleus), lăstun de casă (Delichon urbicum), ciocănitoare pestriță mare (Dendrocopos major), egretă mică (Egretta garzetta), presură de munte (Emberiza cia), presură galbenă (Emberiza citrinella), măcăleandru (Erithacus rubecula), șoimul rândunelelor (Falco subbuteo), muscar negru (Ficedula hypoleuca), cinteză (Fringilla coelebs), Fringilla montifringilla, lișiță (Fulica atra), becațină comună (Gallinago gallinago), găinușă de baltă (Gallinula chloropus), gaiță (Garrulus glandarius), piciorong (Himantopus himantopus), frunzăriță galbenă (Hippolais icterina), Hippolais polyglotta, rândunică (Hirundo rustica), capîntortură (Jynx torquilla), sfrâncioc roșiatic (Lanius collurio), pescăruș argintiu (Larus cachinnans), pescăruș râzător (Larus ridibundus), câneparul (Linaria cannabina), privighetoare (Luscinia megarhynchos), rață fluierătoare (Mareca penelope), gaia neagră (Milvus migrans), codobatură galbenă (Motacilla alba), codobatură de munte (Motacilla cinerea), codobatura galbenă (Motacilla flava), muscar sur (Muscicapa striata), stârc de noapte (Nycticorax nycticorax), grangur (Oriolus oriolus), vultur pescar (Pandion haliaetus), pițigoi mare (Parus major), vrabie (Passer domesticus), vrabie de câmp (Passer montanus), fazan (Phasianus colchicus), codroș de munte (Phoenicurus ochruros), codroșul de pădure (Phoenicurus phoenicurus), pitulice de munte (Phylloscopus collybita), pitulice sfârâitoare (Phylloscopus sibilatrix), pitulice-fluierătoare (Phylloscopus trochilus), coțofană (Pica pica), ciocănitoarea verde (Picus viridis), ploier auriu (Pluvialis apricaria), pițigoi sur (Poecile palustris), brumăriță de pădure (Prunella modularis), aușel sprâncenat (Regulus ignicapilla), aușel cu cap galben (Regulus regulus), pițigoi-pungar (Remiz pendulinus), mărăcinar negru (Saxicola torquatus), sitar de pădure (Scolopax rusticola), cănăraș (Serinus serinus), țiclete (Sitta europaea), rață cârâitoare (Spatula querquedula), scatiu (Spinus spinus), chiră de baltă (Sterna hirundo), chiră mică (Sternula albifrons), guguștiuc (Streptopelia decaocto), turturică (Streptopelia turtur), huhurez mic (Strix aluco), graur (Sturnus vulgaris), silvie cu cap negru (Sylvia atricapilla), silvie de zăvoi (Sylvia borin), silvie de câmp (Sylvia communis), silvie-mică (Sylvia curruca), fluierar de mlaștină (Tringa glareola), fluierar cu picioare verzi (Tringa nebularia), fluierarul de zăvoi (Tringa ochropus), fluierarul cu picioare roșii (Tringa totanus), pănțărușul (Troglodytes troglodytes), sturzul viilor (Turdus iliacus), mierlă (Turdus merula), sturz-cântător (Turdus philomelos), sturz (Turdus pilaris), strigă (Tyto alba), nagâț (Vanellus vanellus)
- amfibieni (2): Rana latastei, Triturus carnifex
- nevertebrate (1): fluturele purpuriu (Lycaena dispar)

Pe lângă speciile protejate, pe teritoriul sitului au mai fost identificate 6 specii de plante, 4 specii de amfibieni, 11 specii de mamifere, 3 specii de nevertebrate, 7 specii de reptile.